# Comuna Șapiivka, Skvîra
Șapiivka (în ucraineană Шапіївка) este o comună în raionul Skvîra, regiunea Kiev, Ucraina, formată din satele Șapiivka (reședința) și Tokarivka.

## Demografie
Componența lingvistică a comunei Șapiivka
     Ucraineană (99,17%)
     Alte limbi (0,83%)
Conform recensământului din 2001, majoritatea populației comunei Șapiivka era vorbitoare de ucraineană (99,17%), existând în minoritate și vorbitori de alte limbi.